# Drei Gleichen
Drei Gleichen es un municipio situado en el distrito de Gotha, en el estado federado de Turingia (Alemania). Su población a finales de 2016 era de unos 5000 habitantes y su densidad poblacional, 87 hab/km².
Se encuentra ubicado a poca distancia al oeste de Erfurt, la capital del estado.